# 中尾アルミ製作所
株式会社中尾アルミ製作所（なかおあるみせいさくしょ）は、主に業務用厨房用品を製造・販売する日本の株式会社。呼称としてブランド名の「nakao」もしくは「中尾アルミ」のみで呼ばれる事もある。
創業当初は「コイヌ印」というブランド名を使用していた。
特に業務用鍋に関しては、大手有名ホテル・レストランが使用する事から日本を代表する鍋の製造メーカーとも言われている。代表的な商品名に「キング」・「キングポット」を始めとする業務用鍋がある。
近年はプロに限らず一般ユーザーも商品が購入できるアンテナショップ「お鍋の博物館」を浅草合羽橋商店街で展開している。
「お鍋の博物館」では女性一人が中に入る事が出来るほどの大きさの「ジャンボやかん」が目印。
主なラインナップに、定番の「キングポットシリーズ」、プロ使用の極厚アルミ（約4ミリ）を使用した「プロキングシリーズ」、IH電磁調理器用に特化した「キングデンジシリーズ」などがある。
2009年末、北海道千歳アウトレットモール・レラ内にアウトレット店「nakao cookingoods」をオープン。

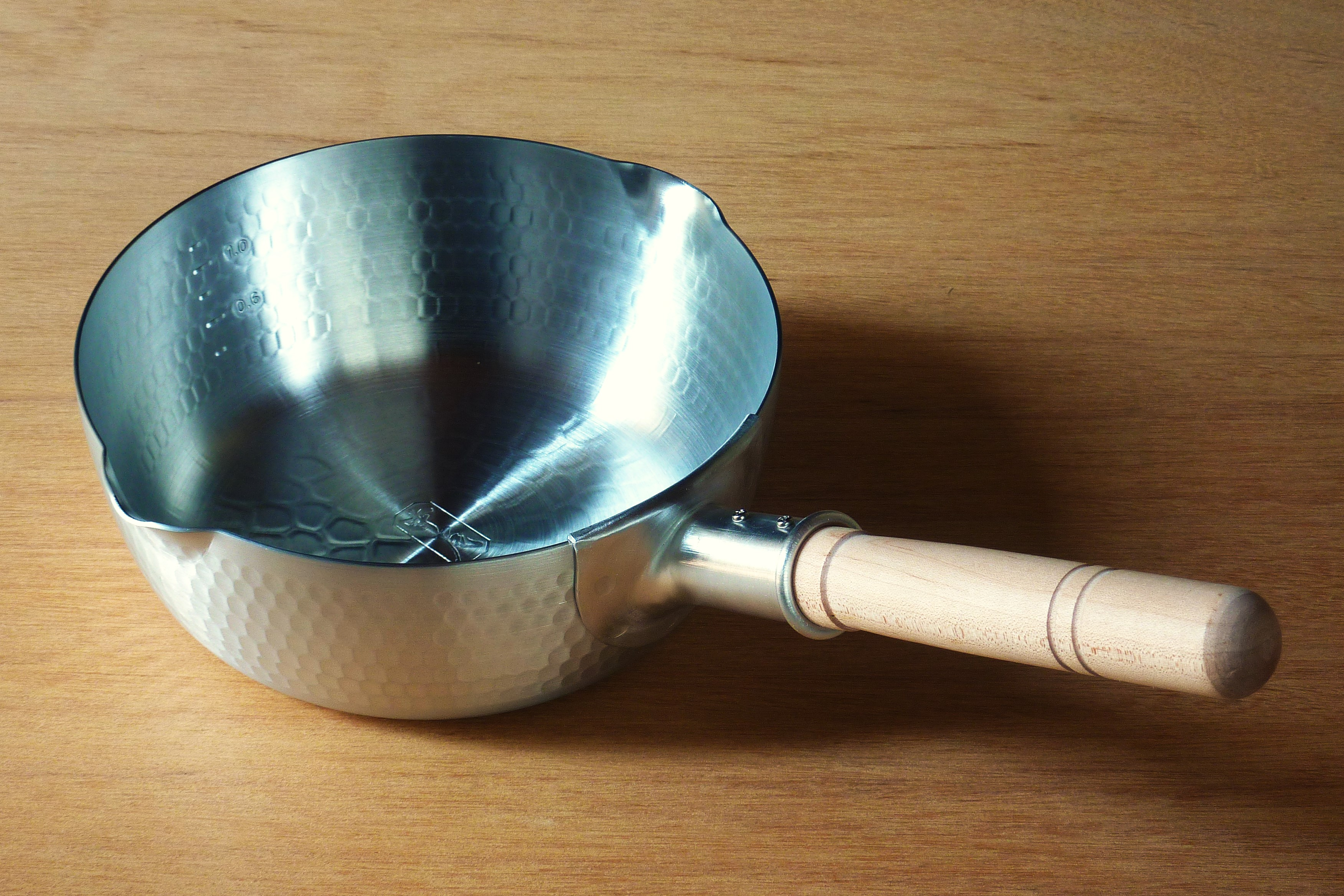
打出雪平鍋

## 事業所一覧
本社（アンテナショップお鍋の博物館も併設）
東京都台東区西浅草2丁目21-4（合羽橋道具街中央）
茨城工場
北海道営業所
nakao cookingoods（アウトレット店）
北海道千歳市柏台南1丁目2-1　千歳アウトレットモール・レラ内
大阪営業所
大阪市中央区難波千日前14-5